# خیلی احساسی
«خیلی احساسی» (به انگلیسی: So Emotional) تک‌آهنگی از ویتنی هیوستون است که در سال ۱۹۸۷ میلادی منتشر شد.
این تک‌آهنگ در چارت‌های ، در رتبه اول و در چارت‌های جزو ده ترانه اول قرار گرفت.